# 北海雌盘吸虫
北海雌盘吸虫（学名：Gynaecotyla peihaiensis）为微茎科雌盘属的动物。在中国大陆，分布于广西壮族自治区北海市、广东湛江等地，营寄生生活，寄生在肠。